# Los hermanos Reyes
Los hermanos Reyes es el nombre artístico de Diego y Miguel de los Reyes, nacidos en la localidad de Castilleja de la Cuesta provincia de Sevilla.
Especializados en el cante por sevillanas, sus primeros discos hacen aparición en 1958, siendo los primeros en grabar discos por sevillanas, de la mano de Manuel 
Pareja-Obregón.
Durante más de 20 años, Los hermanos Reyes desarrollaron una carrera artística, que les hace ser un mito del cante por sevillanas, aportando nuevos aires a las sevillanas tradicionales, tales como alteraciones en el último tiempo:
Virgencita del Rocío, por ser la madre de Dios, por ser la madre de Dios, te quiere mucho Triana, Triana, Triana, que Virgen de los almonteños, que lucero de la mañana.
o definiendo claramente lo que se convertiría en temas centrales del cante por sevillanas, a saber, la romería del Rocío y su entorno, el amor a la mujer, y el cante a Sevilla:
Yo soñe que te quería, no me quise despertar, ay que sueño más divino, te besaba sin cesar, y el perfume de tu pelo, mantenía mi ansiedad.
Naturalmente que estos temas no son excluyentes, y hoy en día los diversos grupos y solistas de sevillanas, han tocado temas variopintos y diversos, pero estos tres reseñados forman el eje central, y aunque es imposible hacer una estadística exacta, seguramente alrededor del 75% del total de sevillanas, si no más, tienen alguno de estos tres temas en su letra.
Al principio de la década de los 80, Los hermanos Reyes se separan artísticamente, retirándose Miguel del mundo artístico, y continuando Diego por unos pocos años, hasta su muerte, en solitario. Diego de los Reyes ha sido sin duda la voz más prodigiosa que ha cantado sevillanas en la historia de las mismas.
- Datos: Q5980921